# 多梅拉
多梅拉（法語：Domérat，法語發音：[dɔmeʁa]），法国中部城市，奥弗涅-罗讷-阿尔卑斯大区阿列省的一个市镇，隶属于蒙吕松区，其市镇面积为35.54平方公里，2022年1月1日时人口数量为8,665人，在法国城市中排名第1,183位。
多梅拉位于阿列省西部，蒙吕松市区西侧，是蒙吕松附近的一个重要卫星城，通过两条公交线和多条道路连接蒙吕松市区。

## 地名来源
“多梅拉”一名的来源尚未得到考证。

## 历史
多梅拉历史上长期为一处普通乡镇，其附近包含有多个村落，中世纪时为布尔日主教区的一部分。一份1120年的文献曾证明多梅拉附近曾有葡萄酒种植园。法国大革命后，多梅拉成为阿列省的一个市镇。1809年，日夫雷特（Givrette）整体并入多梅拉市镇范围内。工业革命以后，随着蒙吕松的城市扩张，多梅拉人口数量逐年上升，成为蒙吕松的一座卫星城。20世纪末，多梅拉人口数量趋于平缓并略有下降。

## 地理

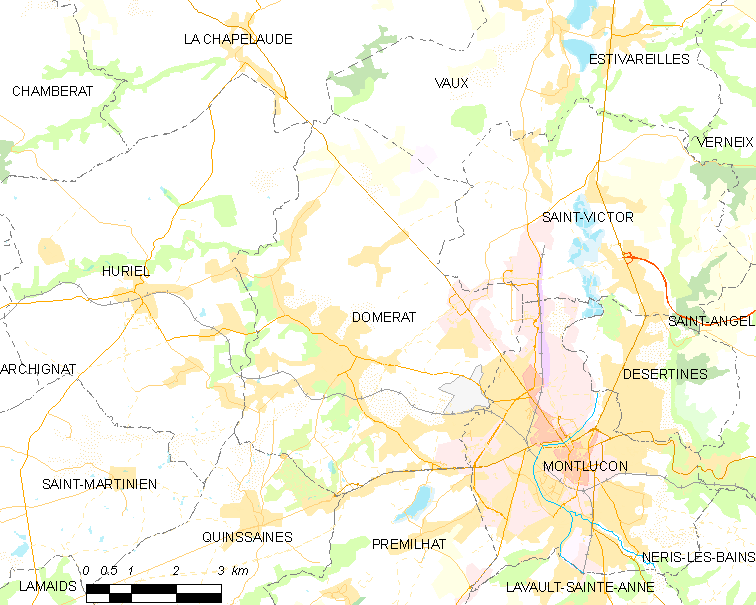
多梅拉市镇范围地图

多梅拉位于法国中部，奥弗涅-罗讷-阿尔卑斯大区西北部和阿列省西部，距离省会穆兰大约73公里。与多梅拉接壤的市镇包括：拉沙普洛德、于列勒、蒙吕松、普雷米亚、坎赛讷、圣维克托、沃村。

### 地形
多梅拉位于法国中央高原西北部腹地，境内以丘陵为主，市镇中心位于一处斜度较小的坡地上，全境海拔在197到376米之间。

### 水文
一条叫做“Boisdijoux”的小溪流经多梅拉境内，该河是谢尔河的支流，属于卢瓦尔河流域。

### 植被
多梅拉属于温带落叶林区，林地散落分布于市区南部的多个区域。
在鲜花城市的评比中，多梅拉被评为2星级鲜花城市。

### 气候
多梅拉在柯本气候分类法中属于温带海洋性气候。

## 行政区划
多梅拉是法国奥弗涅-罗讷-阿尔卑斯大区阿列省的一个市镇，编号为03101。多梅拉隶属于蒙吕松区、阿列省第二选区和蒙吕松第一县，同时也是蒙吕松城市圈公共社区的组成部分。
法国国家统计与经济研究所（简称）在进行数据统计时，将多梅拉及相邻的另外5个市镇设为蒙吕松城市核心区，并将包括核心区在内的周边共38个市镇划为蒙吕松城市区。自2020年起，蒙吕松城市区被包含58个市镇的蒙吕松城市辐射区代替。此外，还将多梅拉市镇分为了3个“块区”（IRIS），以便于统计人口分布情况。

## 交通

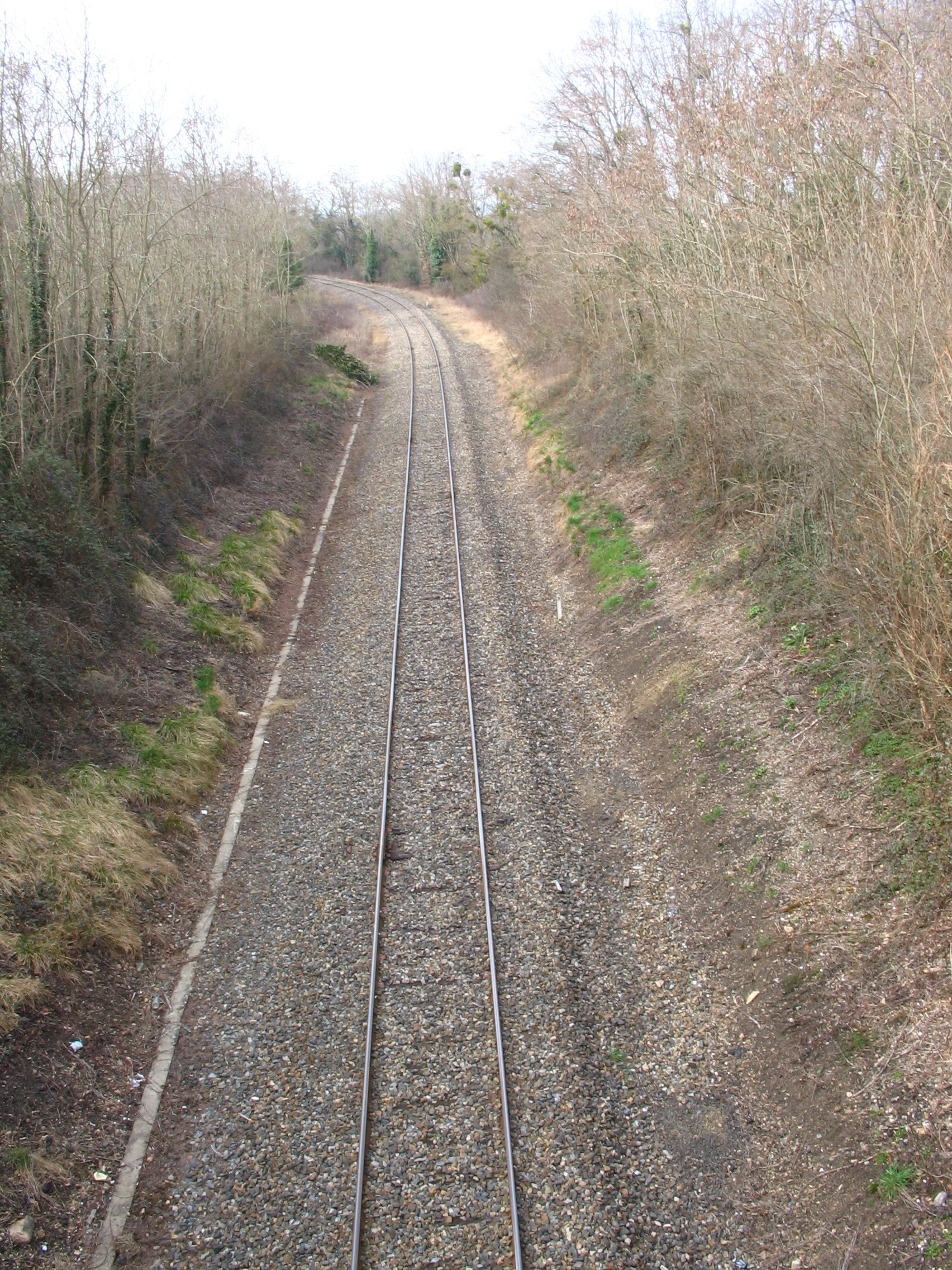
途径多梅拉的蒙吕松－圣叙尔皮斯-洛里耶尔铁路

### 公路
法国国道N145线和多条阿列省省道在多梅拉境内交汇。
2017年，82.3%的多梅拉家庭拥有至少一辆私人汽车。2019年，多梅拉境内共发生各类交通事故3起，造成4人受伤。

### 铁路
距离多梅拉最近的运营中的铁路客运车站为于里耶勒站和戈泽城站，分别位于蒙吕松－圣叙尔皮斯-洛里耶尔铁路和布尔日－米耶卡兹铁路上。

### 航空
多梅拉境内建有蒙吕松-多梅拉飞行场，供商务及救援使用。
距离多梅拉最近的民用航空站为克莱蒙费朗机场，距离多梅拉市中心的公路里程约100公里。

### 城市公共交通
多梅拉是蒙吕松城市公共交通（商业名称为）的服务范围，后者是当地的城市公共交通系统。截至2021年4月，该系统下属的公交C线及E线经过了多梅拉市区。

## 政治
多梅拉的现任市长为帕斯卡勒·莱屈拉女士（Pascale Lescurat），她是社会党的一名成员，在2020年的市政选举中获得了57.98%的支持率。
在2017年的法国总统大选中，法国第25任总统埃马纽埃尔·马克龙在多梅拉获得了65.23%的支持率。

## 人口
2018年，多梅拉市镇人口数量为8,742，在法国排名第1,183位。其中男性4,183人，女性4,597人，75岁及以上人口占12.9%，外籍人口数量为1,328人，人口密度为246人/平方公里，当地居民被称为（男性）或（女性）。2019年，多梅拉境内出生65人，死亡人口108人。
| 年份   | 1936  | 1946  | 1954  | 1962  | 1968  | 1975  | 1982  | 1990  | 1999  | 2006  | 2007  | 2008  | 2013  | 2018  |
| ------ | ----- | ----- | ----- | ----- | ----- | ----- | ----- | ----- | ----- | ----- | ----- | ----- | ----- | ----- |
| 人口數 | 3,019 | 4,177 | 5,072 | 5,685 | 5,725 | 7,139 | 8,534 | 8,875 | 8,812 | 8,996 | 9,000 | 9,004 | 9,033 | 9,033 |

## 经济
多梅拉是一个区域性的中心城市，当地共有各类用人单位819家，平均历史为16年，其中99.01%为中小型企业（PME）。（大型零售）、（废品处理）及（轻金属铸造）是当地2019年营业额最高的三个企业，分别为102,667,398欧元、12,956,487欧元和11,113,073欧元。

## 财政收入
2019年，多梅拉的财政收入总额为9,062,710欧元，财政支出总额为7,963,880欧元，当年的债务总额为6,610,980欧元。2020年，多梅拉共获得828,586欧元的国家财政补助，比上一年减少了-0.04%。
2017年，多梅拉的人均月收入总额为2,018欧元，其中高级职员为3,436欧元，低于法国平均水平（4,214欧元）；中级职员为2,336欧元，低于法国平均水平（2,353欧元）；普通职员为1,578欧元，亦低于法国平均水平（1,690欧元）。
2017年，多梅拉境内的青壮年（15至64岁）失业率为11.8%，当地54.7%的家庭拥有纳税资格，平均纳税2,050欧元，低于法国平均水平（3,888欧元）。

## 社会事务

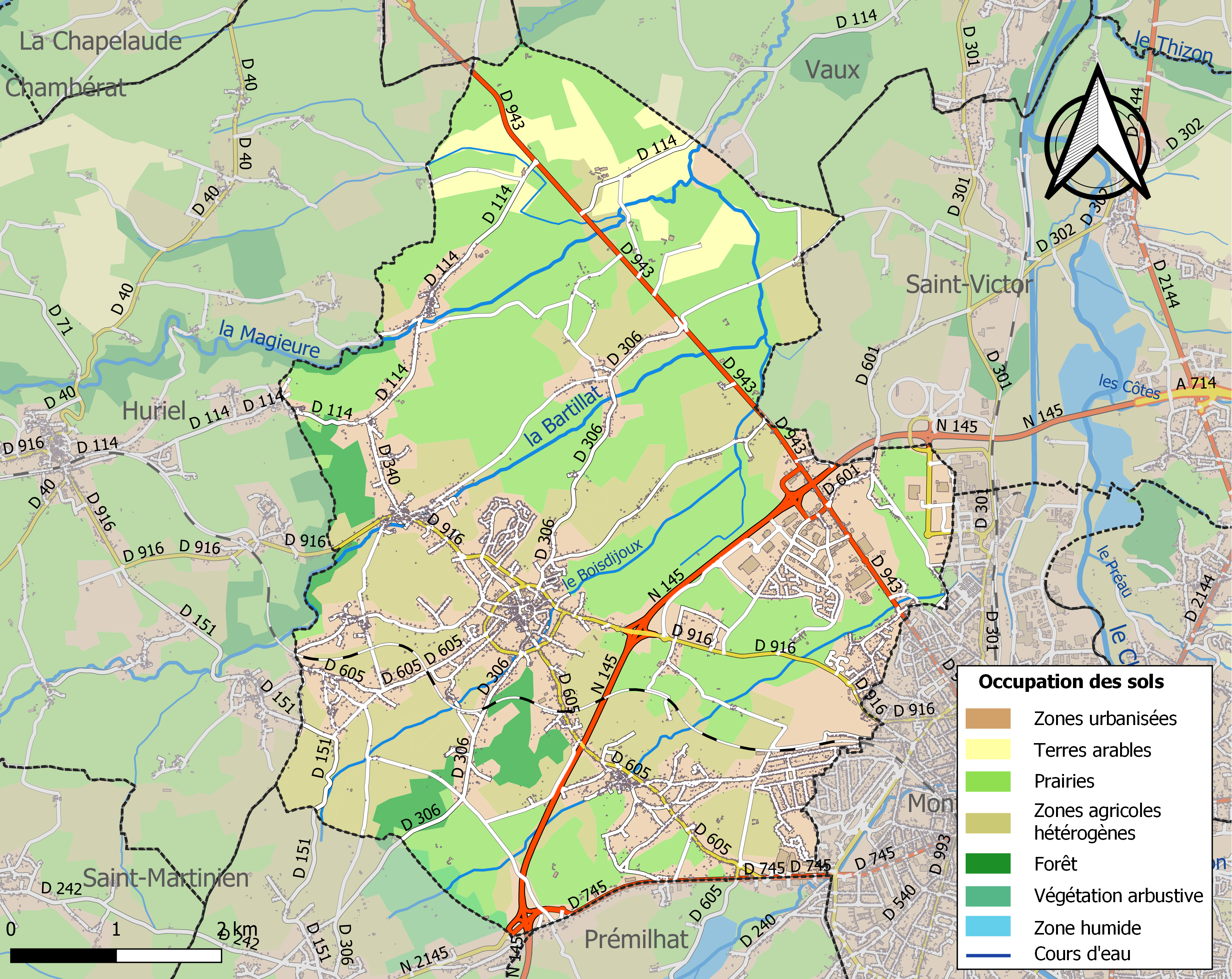
多梅拉土地利用情况地图

### 教育
多梅拉属于克莱蒙费朗学区。截止2019年1月1日，多梅拉境内共有1所幼儿园、5所小学、1所初级中学。2018至2019学年度，多梅拉境内共有在校中等教育阶段学生357名。

### 医疗
截止2019年1月1日，多梅拉境内共有全科医生7名、保健师4名、牙医6名和护士19名。境内共有药房3家、养老院1家。
多梅拉是“蒙吕松-内里莱班中心医院”（Centre Hospitalier de Montluçon-Néris les Bains）的服务范围，后者是法国的一个区域性医疗机构，其主病区位于蒙吕松市区，设有床位396个，是当地规模最大的公立综合性医院。

### 住房
2017年，多梅拉境内共有各类住房4,581套，其中89%为独立式居民区，9.3%为集中式居民区。常住房屋占多梅拉市镇范围内居民建筑总量的90.6%。
在住房保障政策方面，2017年，多梅拉境内共有435户家庭获得了住房经济补助，受益人数占总人口数量的5%，其中375份为房租补助。

### 商业
2019年，多梅拉境内共有各类实体商铺201家，其中餐厅14家、大型超市8家、杂货店1家、面包房5家、肉铺4家、书店1家、装饰品店3家、银行门店4家、美容美发店11家、汽车维修店15家。市区东部和东南部均建有开放式商业街区。

### 体育
2019年，多梅拉境内共有1间体育馆、3处网球场、1处马术场、1处足球或橄榄球场以及2处篮球或排球场。
多梅拉体育联盟（A.S. Domératoise）是当地的一支足球队，2020至2021赛季参加阿列省足球联赛。

### 环境
多梅拉的环境事务由其所属的公共社区负责。2019年，多梅拉境内共有1家污染企业。

### 治安
2014年，多梅拉及附近地区共发生各类案件2,476起，其中盗窃类案件1,372起，经济类案件379起，毒品交易类案件222起。

## 文化

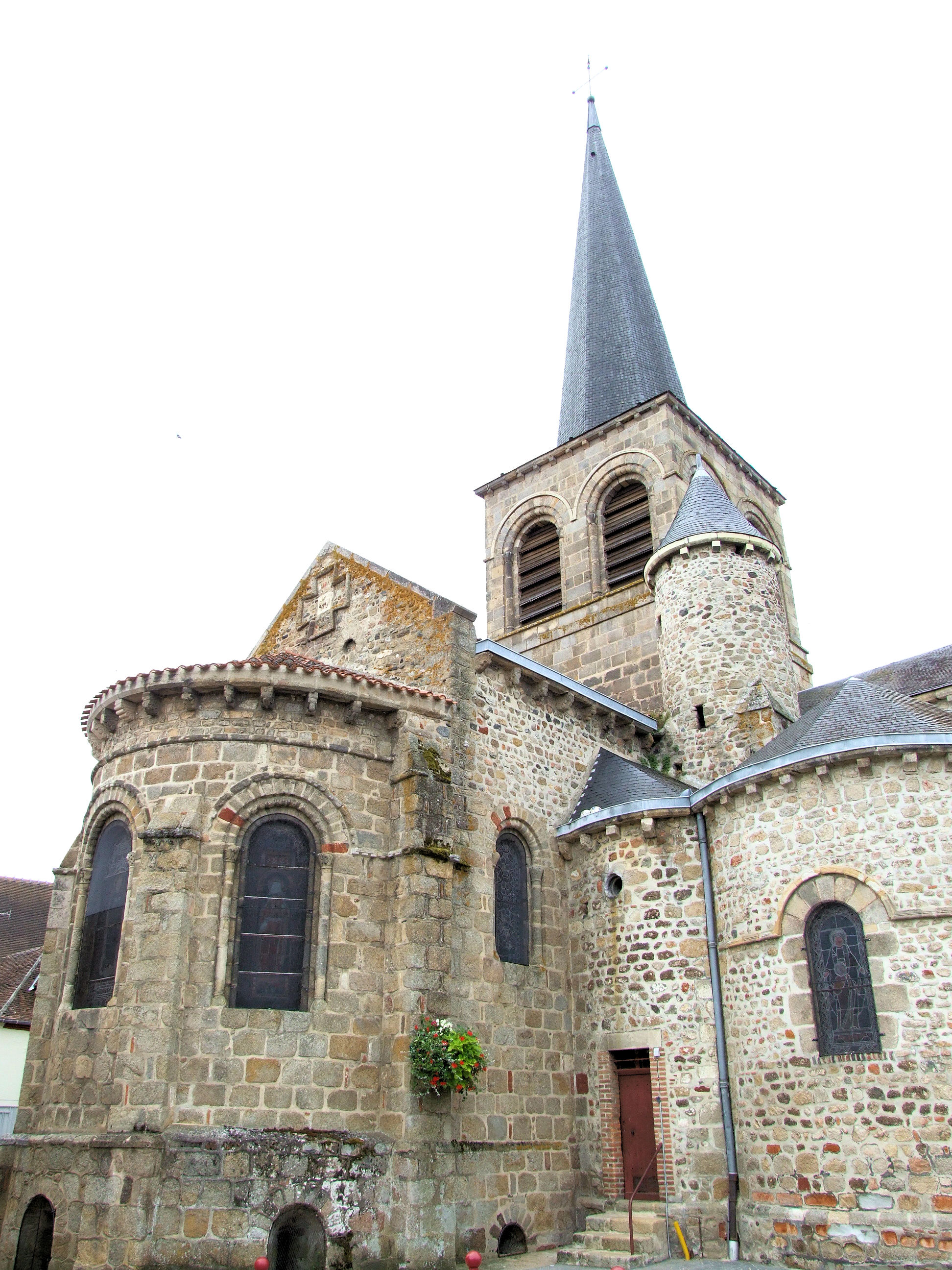
多梅拉圣母教堂

2019年，多梅拉境内暂无任何文化设施。

### 建筑
多梅拉境内有多处历史建筑，其中多梅拉圣母教堂是法国国家文物保护单位。

### 旅游
多梅拉的旅游事务由其所属的公共社区负责。2020年，多梅拉境内暂无任何游客接待设施。

### 媒体
法国主要的媒体均可在多梅拉接收，法国电视三台下属的奥弗涅-罗讷-阿尔卑斯大区频道在部分时段播出多梅拉所属区域的地方新闻。

## 友好城市
截至2021年4月，多梅拉暂未建立任何友好城市关系。